# Você S/A
Você S/A (ou Você S.A.) é uma revista brasileira mensal, publicada pela Editora Abril e voltada para o mercado empresarial, para quem quer fazer a gestão da sua carreira e de suas finanças pessoais. Suas matérias são voltadas ao ramo do mercado de trabalho.

## Colunistas
- Luiz Carlos Cabrera - escreve sobre carreira, é professor na Eaesp-FGV e diretor na PMC - Panelli Motta Cabrera & Associados.
- Rafael Souto - é fundador e CEO da consultoria Produtive, de São Paulo. Atua com planejamento e gestão de carreira, programas de demissão responsável e de aposentadoria.
- Sofia Esteves - é fundadora e presidente do conselho do Grupo Cia de Talentos, professora e pesquisadora de gestão de pessoas.